# Chiesa di Sant'Antonio Abate (Canneto sull'Oglio)
La chiesa di Sant'Antonio Abate è la parrocchiale di Canneto sull'Oglio, in provincia e diocesi di Mantova; fa parte del vicariato foraneo San Carlo Borromeo.

## Storia
La primitiva chiesa di Sant'Antonio Abate, probabilmente edificata nel XIV secolo ma attestata a partire dal 1410, era, anticamente, filiale della pieve di Santa Maria di Bozzolano Superiore. Tra la fine del Quattrocento e l'inizio del Cinquecento la chiesa venne ampliata. L'edificio fu parzialmente riedificato nella prima metà del XVIII secolo. Nel 1787 la parrocchia di Canneto passò dalla diocesi di Brescia e quella di Mantova. Infine, negli anni ottanta del Novecento fu risistemato l'interno della chiesa.

## Parrocchia
La parrocchia di Canneto sull'Oglio comprende, oltre al capoluogo comunale, anche la frazione Bizzolano, dove sorge la chiesa di San Giorgio. 